# 苏联中央电视台第四套节目
苏联中央电视台第四套节目（俄语：Четвёртая программа ЦТ，简称ЦТ-4）是苏联和俄罗斯的电视频道，主要播出文化教育节目，也曾播出体育、艺术等类型的电视节目。该频道在1967年11月4日开播，原先隶属苏联中央电视台，苏联解体后曾由奥斯坦金诺电视广播公司代管，直至1992年4月12日停播。其编辑部和演播室设于莫斯科奥斯坦金诺电视中心。

## 历史

### 中央电视台第四套节目（1967－1981年）
第四套节目在1967年11月4日开播，恰好为十月革命50周年纪念期间，在莫斯科及莫斯科地区8频道播出。频道面向“文化需求日益增长的人群”，主要播出艺术、文化、教育节目，包括音乐会、纪录片、故事片等。部分节目采用了新的“讨论会”模式，邀请专家进入演播室讨论科学、文化、公众生活等话题（部分录播节目因审查原因无法播出）。频道在每晚播出节目，开播时间为19:00左右。
1970年代，频道逐渐舍弃了“文化教育频道”的定位，主要播出体育和艺术节目，也有重播第一套节目的部分节目。1977年，苏联部分地区转播第二套节目的频率改为转播第四套节目，频道覆盖范围扩大。截至1978年，频道已在苏联欧洲部分的34个地区以及苏联9个加盟国的首都播出。

### 中央电视台第四套（学校）节目（1982－1988年）
1982年1月1日，频道更名为中央电视台第四套（学校）节目（俄语：Четвёртая (учебная) программа ЦТ），与第二套节目交换播出频率。第四套节目的定位改为教育和认知频道，承接部分原先在第三套节目上播出的教育电视节目，在工作日晚间和周六全天播出，与第二套节目每天共计播出12至13小时的教育电视节目。第四套节目的播出时间也有调整，一般为工作日16:00左右及周六8:00左右开播。
这一时期的第四套节目面向学生和部分成年人（医生、教师、经济专家、外语学习者等），播出节目包括教育电视节目（课程、讲座、纪录片）、历史电影、文学经典改编的影视剧等。频道也针对学校教学的课题和课本播出相关节目（冠以“帮助学校”的标题），同时面向课堂收看和个人收看。部分高等院校也设有视听室供学生收看第四套节目。教育电视节目会邀请科学家、作家、艺术家和优秀教师主持或参与，制作过程也会考虑心理学家、方法学家的建议.
由于第六套节目发射功率低，当有重大体育赛事时，第四套节目会全天播出体育节目，不设评论员。学校假期期间，该频道也重播第一套的部分节目，也在其他频道停机检修期间代为播出部分节目。

### 中央电视台教育节目（1988－1991年）
1988年1月16日，频道更名为“中央电视台教育节目”（俄语：Образовательная программа ЦТ），频道定位没有改变，增加了周日播出时段，开播时间推迟（一般为每天20:00）。1989年初开始，频道也在周末上午及下午播出。1991年11月18日，频道的工作日开播时间调整为18:00，并增加上午11:00播出的节目。

### 教育节目（1991－1992年）
伴随着苏联解体，1991年12月27日，该频道更名为“教育节目”（俄语：Образовательная программа），由奥斯坦金诺电视广播公司代管，但仍隶属政府。
1992年4月13日，频道停播，原有频率的工作日上午时段移交给全俄国家电视广播公司，播出教育电视节目，此后在6月1日更名为俄罗斯大学频道，晚间时段更名为奥斯坦金诺第四频道，播出艺术节目和公共事务节目。

## 播出地区
在1988年初，第四套节目在苏联的以下城市播出：
- 莫斯科：8 МВ[36]
- 列宁格勒：33 ДМВ
- 基辅：30 ДМВ
- 弗拉基米尔：7 МВ
- 高尔基市：4 МВ
- 顿河畔罗斯托夫：9 МВ
- 梁赞：28 ДМВ（1968年开始；1981年12月31日前转播第三套（教育）节目（俄语：Московская программа ЦТ））
- 图拉州：30 ДМВ（1976年开始；1981年12月31日前转播第三套（教育）节目（俄语：Московская программа ЦТ）[37]）
- 伏尔加顿斯克：11 МВ

1990－1992年间，该频道也在利佩茨克12 МВ频道转播。